# 西濃学園中学校・高等学校
西濃学園中学校・高等学校（せいのうがくえんちゅうがっこう・こうとうがっこう）は、岐阜県揖斐郡揖斐川町にある私立中学校。高等学校である。
中学校は学びの多様化学校（いわゆる不登校特例校）に指定されている。

## 概要
- 学校法人西濃学園が運営する不登校生徒を対象ととした中学校・高等学校であり、文部科学省から学びの多様化学校（いわゆる不登校特例校）に指定されている。中学校は2009年（平成21年）、高等学校は2022年（令和4年）に開校。
- 西濃学園本部及び中学校は岐阜県揖斐郡揖斐川町東横山1070にあり、旧・揖斐川町立藤橋小学校の校舎を転用したものである。
- 高等学校は岐阜県揖斐郡揖斐川町西津汲481-3にあり、旧・揖斐川町立久瀬小学校の校舎を転用したものである。

## 特色
- 不登校生徒を対象ととした中学校・高等学校であり、少人数教育（各学年の定員は中学校が20人、高等学校は25人）、生徒一人ひとりの学習レベルに応じた個別対応を行っている。
- 基礎学力の定着に重点を置いて授業を行うほか、地域活動や農作業など体験学習を行っている。
- 学生寮を併設しており、寮生活を通して、集団適応能力を身につけることを目指している（自宅通学も可能）。
- 臨床部を併設しており、心理臨床面からの指導が可能。

## 学生寮
- ぎんが寮（女子）
- ほくと寮（男子）
- すばる寮（男子）
- 藤橋寮　（男子）

## 部活動・同好会
- 軟式野球部　（中学校・高等学校）
- グラッチェアートクラブ　（中学校・高等学校）
- 家庭科クラブ　（中学校）
- 軽音楽部　（中学校）
- 写真部　（中学校）
- 民俗研究会　（中学校）
- 陸上競技部　（高等学校）
- 将棋部　（高等学校）
- 鉄道研究部　（高等学校）
- トレーディングカード研究会　（高等学校）

## 沿革
- 1991年（平成2年） - 岐阜県大垣市に、不登校生徒の支援を目的としたボランティア団体が結成。
- 2003年（平成15年） - 揖斐郡坂内村（現・揖斐川町）の揖斐高原スキー場クラブハウスを利用して、宿泊型フリースクールの坂内新生塾が開校。
- 2004年（平成16年） - NPO法人認可。坂内新生学園に改称する。
- 2005年（平成17年） - 揖斐郡揖斐川町日坂[2]の西濃運輸日坂山荘を貸与される。西濃学園に改称する。
- 2008年（平成20年） - 学校法人化。西濃学園中学校の学校設置の認可を受ける。
- 2009年（平成21年） - 西濃学園中学校が開校。校舎は旧・揖斐川町立藤橋小学校の建物を使用。
- 2017年（平成29年） - 文部科学省から不登校特例校に指定を受ける[3]。旧・揖斐川町立長瀬小学校の校舎を使用し、星槎国際高等学校技能連携校として西濃学園長瀬校を設置。
- 2019年（平成31年）4月 - 西濃学園長瀬校が旧・揖斐川町立久瀬小学校の校舎に移転。西濃学園久瀬校に改称する。
- 2021年（令和3年）7月 - 全日制普通科（一部通信制）の不登校特例高校西濃学園高校の設置の計画が発表される[4]。
- 2022年（令和4年）4月 - 西濃学園久瀬校が全日制普通科（一部通信制）の不登校特例高校となり、西濃学園高等学校が開校する[5]。